# Kanadische Biathlonmeisterschaften 2010
Die Kanadischen Biathlonmeisterschaften 2010 wurden vom 3. bis 7. März des Jahres in Canmore ausgetragen. Es gab jeweils ein Sprintrennen, eine Verfolgung und ein Einzel für Männer und Frauen sowie ein Mixed-Staffelrennen.
Erfolgreichster männlicher Teilnehmer war Nathan Smith mit drei Titelgewinnen. Erfolgreichste Frau wurde Megan Tandy mit zwei Titeln.

## Männer

### Sprint 10 km
| Platz | Sportler                | Zeit    | Schieß- fehler |
| ----- | ----------------------- | ------- | -------------- |
| 1     | Robin Clegg             | 25:09.9 | 0-0            |
| 2     | Scott Perras            | +1:07.2 | 0-2            |
| 3     | Brendan Green           | +1:16.3 | 2-0            |
| 4     | Scott Gow               | +1:37.4 | 0-0            |
| 5     | Nathan Smith            | +1:44.6 | 1-1            |
| 6     | Jean-Philippe Leguellec | +2:21.4 | 1-3            |
| 7     | Tyson Smith             | +2:33.8 | 1-1            |
| 8     | Maxime Leboeuf          | +3:10.9 | 1-2            |
| 9     | Mateusz Stachura        | +3:27.4 | 1-4            |
| 10    | Jaime Robb              | +3:52.8 | 1-2            |
| 11    | Marc-André Bédard       | +3:55.2 | 3-4            |
| 12    | Patrick Côté            | +4:03.5 | 1-3            |
| 13    | Jon Skinstad            | +5:43.5 | 3-4            |
| 14    | Johnny Forward          | +8:51.3 | 2-1            |

Datum: Mittwoch, 3. März 2010

Es starteten 14 Läufer. Das Rennen der Junioren gewann Beau Thompson vor Matthew Neumann und Vincent Blais.

### Verfolgung 12,5 km
| Platz | Sportler                | Zeit     | Schieß- fehler |
| ----- | ----------------------- | -------- | -------------- |
| 1     | Nathan Smith            | 31:55.1  | 1-0-0-1        |
| 2     | Brendan Green           | +24.4    | 0-1-1-2        |
| 3     | Scott Perras            | +1:17.4  | 1-2-2-2        |
| 4     | Scott Gow               | +1:30.2  | 0-1-0-3        |
| 5     | Patrick Côté            | +1:48.0  | 0-0-0-0        |
| 6     | Mateusz Stachura        | +1:53.3  | 2-0-1-0        |
| 7     | Robin Clegg             | +2:05.4  | 0-2-2-2        |
| 8     | Jaime Robb              | +2:49.4  | 1-0-2-1        |
| 9     | Tyson Smith             | +3:04.0  | 2-1-1-1        |
| 10    | Marc-André Bédard       | +3:08.8  | 1-2-2-1        |
| 11    | Maxime Leboeuf          | +3:30.6  | 1-1-1-1        |
| 12    | Johnny Forward          | +12:32.9 | 1-1-3-3        |
| dnf   | Jon Skinstad            |          | 3-3-2-0        |
| dns   | Jean-Philippe Leguellec |          |                |
| dns   | David Johns             |          |                |

Datum: Sonnabend, 6. März 2010

Es waren 13 von 15 gemeldeten Athleten am Start, ein Läufer beendete das Rennen nicht. Bei den Junioren gewann Matthew Neumann vor Beau Thompson und Marc Brosseau.

### Einzel 15 km
| Platz | Sportler                | Zeit     | Schieß- fehler |
| ----- | ----------------------- | -------- | -------------- |
| 1     | Nathan Smith            | 56:51.8  | 2-0-1-0        |
| 2     | Patrick Côté            | +2:46.0  | 1-2-0-1        |
| 3     | Robin Clegg             | +3:03.9  | 0-1-4-1        |
| 4     | Marc-André Bédard       | +3:06.8  | 1-1-1-2        |
| 5     | Jean-Philippe Leguellec | +4:16.1  | 0-3-0-2        |
| 6     | Tyson Smith             | +6:04.3  | 1-3-0-4        |
| 7     | Mateusz Stachura        | +6:05.5  | 1-4-1-3        |
| 8     | Maxime Leboeuf          | +6:06.4  | 1-1-3-1        |
| 9     | Jaime Robb              | +7:17.2  | 1-3-0-2        |
| 10    | Jon Skinstad            | +7:19.6  | 1-1-2-2        |
| 11    | David Johns             | +11:19.8 | 1-0-1-1        |
| 12    | Johnny Forward          | +13:05.4 | 2-1-0-2        |
| dns   | Brendan Green           |          |                |
| dns   | Scott Perras            |          |                |

Datum: Donnerstag, 4. März 2010

Es waren 12 von 14 gemeldeten Athleten am Start. Das Rennen der Junioren gewann Beau Thompson vor Scott Gow und Vincent Blais.

## Frauen

### Sprint 7,5 km
| Platz | Sportler         | Zeit     | Schieß- fehler |
| ----- | ---------------- | -------- | -------------- |
| 1     | Megan Tandy      | 22:26.1  | 0-0            |
| 2     | Megan Imrie      | +33.3    | 1-0            |
| 3     | Zina Kocher      | +1:53.2  | 3-1            |
| 4     | Melanie Schultz  | +4:12.9  | 2-1            |
| 5     | Cynthia Clark    | +5:02.0  | 1-1            |
| 6     | Claude Godbout   | +5:58.7  | 1-4            |
| 7     | Sarah Murphy     | +6:27.6  | 3-2            |
| 8     | Kathryn Stone    | +6:33.5  | 2-3            |
| 9     | Angela Salvi     | +7:13.3  | 3-0            |
| 10    | Alicia Hurley    | +8:43.0  | 2-2            |
| 11    | Betsy Mawdsley   | +12:32.0 | 1-1            |
| dns   | Rosanna Crawford |          |                |

Datum: Mittwoch, 3. März 2010

Am Start waren elf von 12 gemeldeten Läuferinnen. Das Juniorinnenrennen gewann Yolaine Oddou vor Tana Chesham und Carly Shiell.

### Verfolgung 10 km
| Platz | Sportler         | Zeit     | Schieß- fehler |
| ----- | ---------------- | -------- | -------------- |
| 1     | Megan Tandy      | 33:13.7  | 1-0-0-0        |
| 2     | Melanie Schultz  | +2:35.0  | 1-0-1-0        |
| 3     | Sarah Murphy     | +4:05.0  | 2-0-2-2        |
| 4     | Claude Godbout   | +4:38.7  | 3-1-2-0        |
| 5     | Cynthia Clark    | +6:51.1  | 2-0-1-0        |
| 6     | Kathryn Stone    | +7:09.5  | 2-1-4-1        |
| 7     | Alicia Hurley    | +7:58.7  | 2-1-1-2        |
| 8     | Betsy Mawdsley   | +8:20.4  | 3-1-0-3        |
| 9     | Angela Salvi     | +11:32.0 | 3-2-4-1        |
| dns   | Megan Imrie      |          |                |
| dns   | Zina Kocher      |          |                |
| dns   | Rosanna Crawford |          |                |

Datum: Sonnabend, 6. März 2010

Es starteten neun von elf gemeldeten Athletinnen. Bei den Juniorinnen gewann Yolaine Oddou vor Tana Chesham und Jessica Biggs.

### Einzel 15 km
| Platz | Sportler        | Zeit     | Schieß- fehler |
| ----- | --------------- | -------- | -------------- |
| 1     | Sarah Murphy    | 45:26.8  | 2-0-0-0        |
| 2     | Melanie Schultz | +1:58.9  | 1-1-0-1        |
| 3     | Zina Kocher     | +2:15.5  | 0-2-0-4        |
| 4     | Claude Godbout  | +2:21.9  | 2-2-0-0        |
| 5     | Kathryn Stone   | +8:49.1  | 1-3-2-2        |
| 6     | Angela Salvi    | +9:24.7  | 1-1-4-1        |
| 7     | Betsy Mawdsley  | +10:09.3 | 0-0-1-3        |
| 8     | Alicia Hurley   | +11:54.7 | 2-2-2-1        |
| dns   | Megan Imrie     |          |                |
| dns   | Megan Tandy     |          |                |
| dns   | Cynthia Clark   |          |                |

Datum: Donnerstag, 4. März 2010

Es starteten acht von elf gemeldeten Athletinnen. Bei den Juniorinnen gewann Yolaine Oddou vor Jennifer Paterson und Tana Chesham.

## Mixed-Staffel 3 × 6 km
| Platz | Land         | Sportler                                        | Zeit     | Strafrunden + Nachlader |
| ----- | ------------ | ----------------------------------------------- | -------- | ----------------------- |
| 1     | Alberta 1    | Tyson Smith Melanie Schultz Nathan Smith        | 49:28.6  | 0+0                     |
| 2     | Québec 1     | Marc-André Bédard Maxime Leboeuf Robin Clegg    | +1:22.9  | 0+0                     |
| 3     | Alberta 2    | Kevin Milliken Cynthia Clark Jaime Robb         | +8:22.4  | 0+0 0+1                 |
| 4     | Saskatchewan | Mateusz Stachura David Johns Jodi Etcheverry    | +9:43.6  | 2+0 0+1 1+0             |
| 5     | Alberta 3    | Paul Kulas Jennifer Paterson Jon Skinstad       | +14:47.4 | 0+2 0+1 0+0             |
| 6     | Alberta 4    | James Proudfoot Kathryn Stone Frans Diepstraten | +20:03.4 | 0+0 0+2 2+3             |

Datum: Sonntag, 7. März 2010, 10:00 Uhr

Am Start waren sechs Mixed-Staffeln.

## Belege
1. ↑  Ergebnisse Männer Sprint (Memento vom 13. Februar 2014 im Internet Archive) (PDF; 114 kB)
2. ↑  Ergebnisse Männer Verfolgung (Memento vom 31. März 2010 im Internet Archive) (PDF; 120 kB)
3. ↑  Ergebnisse Männer Einzel (Memento vom 31. März 2010 im Internet Archive) (PDF; 117 kB)
4. ↑  Ergebnisse Frauen Sprint (Memento vom 13. Februar 2014 im Internet Archive) (PDF; 114 kB)
5. ↑  Ergebnisse Frauen Verfolgung (Memento vom 31. März 2010 im Internet Archive) (PDF; 120 kB)
6. ↑  Ergebnisse Frauen Einzel (Memento vom 31. März 2010 im Internet Archive) (PDF; 117 kB)
7. ↑  Ergebnisse Mixed-Staffel (Memento vom 13. Februar 2014 im Internet Archive) (PDF; 123 kB)